# Bezirk Bircza
Bezirk Bircza – dawny powiat (Bezirk) kraju koronnego Królestwo Galicji i Lodomerii, funkcjonujący w latach 1854–1867. Siedzibą starostwa było miasto Bircza.

## Historia
Bezirk Bircza utworzono w ramach reformy uwłaszczeniowej z okresu Wiosny Ludów (1848–1849), która likwidowała jurysdykcję właściciela ziemskiego nad poddanymi. W Galicji, dominium – jako podstawowa jednostka administracyjna i filar systemu feudalnego straciło rację bytu. Konieczne stało się zatem wprowadzenie nowego systemu administracyjnego, którego zręby powstały w latach 1851–1855. Nowy trójstopniowy podział administracyjny objął 21 cyrkułów (niem. Kreise), 179 małych powiatów (niem. Bezirke) i ponad 6000 gmin (niem. Gemeinde). 
W swojej pierwszej odsłonie (1854 rok) Bezirk Bircza objął obszar o wielkości 7,7 mil², zamieszkany przez 28.194 ludzi i podzielony na 49 gmin katastralnych, w tym miasto Bircza. Wszedł w skład cyrkułu sanockiego, jako jeden z jego jedenastu powiatów. W 1858 roku liczył już 48 gmin katastralnych (zlikwidowano gminę Krzywe). 
Po nadaniu Galicji autonomii oraz powołaniu samorządu gminnego i powiatowego w 1865 zlikwidowano cyrkuły (Kreise). Dotychczasowe małe powiaty (Bezirke) w liczbie 179, utrzymały się do 1867 roku, kiedy to w następstwie kolejnej reformy administracyjnej (23 stycznia 1867) zostały zastąpione przez 74 większych powiatów. Jednym z tych nowych powiatów był powiat birczański, w skład którego wszedł m.in. w całości zniesiony Bezirk Bircza. Powiat birczański zniesiono 1 października 1876 w związku z przekształceniem go w powiat dobromilski.1 sierpnia 1878 częściowo zmieniono granice powiatu dobomilskiego, włączając dwie gminy (Hłomcza i Łodzina) do powiatu sanockiego. 1 stycznia 1889 ponownie zmieniono granice powiatu dobomilskiego, włączając jedną gminę (Iskań) do powiatu przemyskiego. 1 stycznia 1890 trzy gminy (Hroszówka, Jabłonica Ruska i Ulucz) przeniesieno z powiatu dobomilskiego do powiatu brzozowskiego. 1 czerwca 1905 dwie gminy (Dobra Rustykalna i Dobra Szlachecka) wyłączono z powiatu dobomilskiego, włączając je do powiatu sanockiego. 

## Władze

### Starostowie
- Aleksander Janicki von Rola (1858)
- Schürmer (około 1864)
- Dominik Niesiołowski (od około 1866)[12][13][14][15]

### Komisarze rządowi
- Porębalski (około 1864)

## Podział administracyjny (1854)
| Lp. | Gmina jednostkowa      | Powierzchnia | Ludność | Powiat w 1867 po zniesieniu |
| --- | ---------------------- | ------------ | ------- | --------------------------- |
| 1   | Iskań                  | 1407         | 776     | birczański                  |
| 2   | Sufczyna               | 1468         | 789     | birczański                  |
| 3   | Tarnawka               | 567          | 257     | birczański                  |
| 4   | Piątkowa               | 3830         | 1597    | birczański                  |
| 5   | Żohatyn z Pracówką     | 3489         | 841     | birczański                  |
| 6   | Jasienica Sufczyńska   | 913          | 296     | birczański                  |
| 7   | Brzuska                | 2684         | 802     | birczański                  |
| 8   | Huta z Huciskami       | 2684         | 733     | birczański                  |
| 9   | Brzeżawa               | 2220         | 894     | birczański                  |
| 10  | Bircza (M)             | 546          | 778     | birczański                  |
| 11  | Bircza Stara           | 1368         | 466     | birczański                  |
| 12  | Boguszówka             | 326          | 230     | birczański                  |
| 13  | Korzeniec              | 1445         | 554     | birczański                  |
| 14  | Wola Korzeniecka       | 1455         | 336     | birczański                  |
| 15  | Nowa Wieś              | 455          | 206     | birczański                  |
| 16  | Rudawka                | 2095         | 464     | birczański                  |
| 17  | Kotów                  | 470          | 315     | birczański                  |
| 18  | Lipa                   | 2266         | 1094    | birczański                  |
| 19  | Leszczawa Dolna        | 2021         | 644     | birczański                  |
| 20  | Malawa                 | 1251         | 447     | birczański                  |
| 21  | Dobrzanka              | 656          | 277     | birczański                  |
| 22  | Wojtkowa               | 1948         | 579     | birczański                  |
| 23  | Grąziowa               | 2661         | 812     | birczański                  |
| 24  | Wojtkówka              | 1102         | 215     | birczański                  |
| 25  | Nowosielce Kozickie    | 1210         | 283     | birczański                  |
| 26  | Jureczkowa             | 2877         | 534     | birczański                  |
| 27  | Jamna Górna            | 1804         | 597     | birczański                  |
| 28  | Jamna Dolna            | 1986         | 719     | birczański                  |
| 29  | Trójca                 | 1812         | 446     | birczański                  |
| 30  | Łomna                  | 1821         | 462     | birczański                  |
| 31  | Krajna                 | 419          | 181     | birczański                  |
| 32  | Kuźmina                | 2471         | 607     | birczański                  |
| 33  | Łodzinka Górna         | 1642         | 276     | birczański                  |
| 34  | Łodzinka Dolna         | 1642         | 167     | birczański                  |
| 35  | Trzcianiec             | 3073         | 917     | birczański                  |
| 36  | Roztoka                | 611          | 345     | birczański                  |
| 37  | Krzywe                 | 611          | 345     | birczański                  |
| 38  | Kreców                 | 1386         | 420     | birczański                  |
| 39  | Lachawa                | 525          | 194     | birczański                  |
| 40  | Rozpucie               | 1835         | 576     | birczański                  |
| 41  | Leszczawa Górna        | 2351         | 868     | birczański                  |
| 42  | Leszczawka z Roszuszką | 1489         | 538     | birczański                  |
| 43  | Łodzina                | 768          | 275     | birczański                  |
| 44  | Ulucz                  | 3480         | 1563    | birczański                  |
| 45  | Hroszówka              | 1041         | 348     | birczański                  |
| 46  | Hłomcza                | 673          | 479     | birczański                  |
| 47  | Jabłonica Ruska        | 686          | 396     | birczański                  |
| 48  | Jawornik Ruski         | 3560         | 1230    | birczański                  |
| 49  | Dobra                  | 2918         | 1371    | birczański                  |

Objaśnienie:
(M) = miasto; (m) = miasteczko